# Celestyn Czaplic

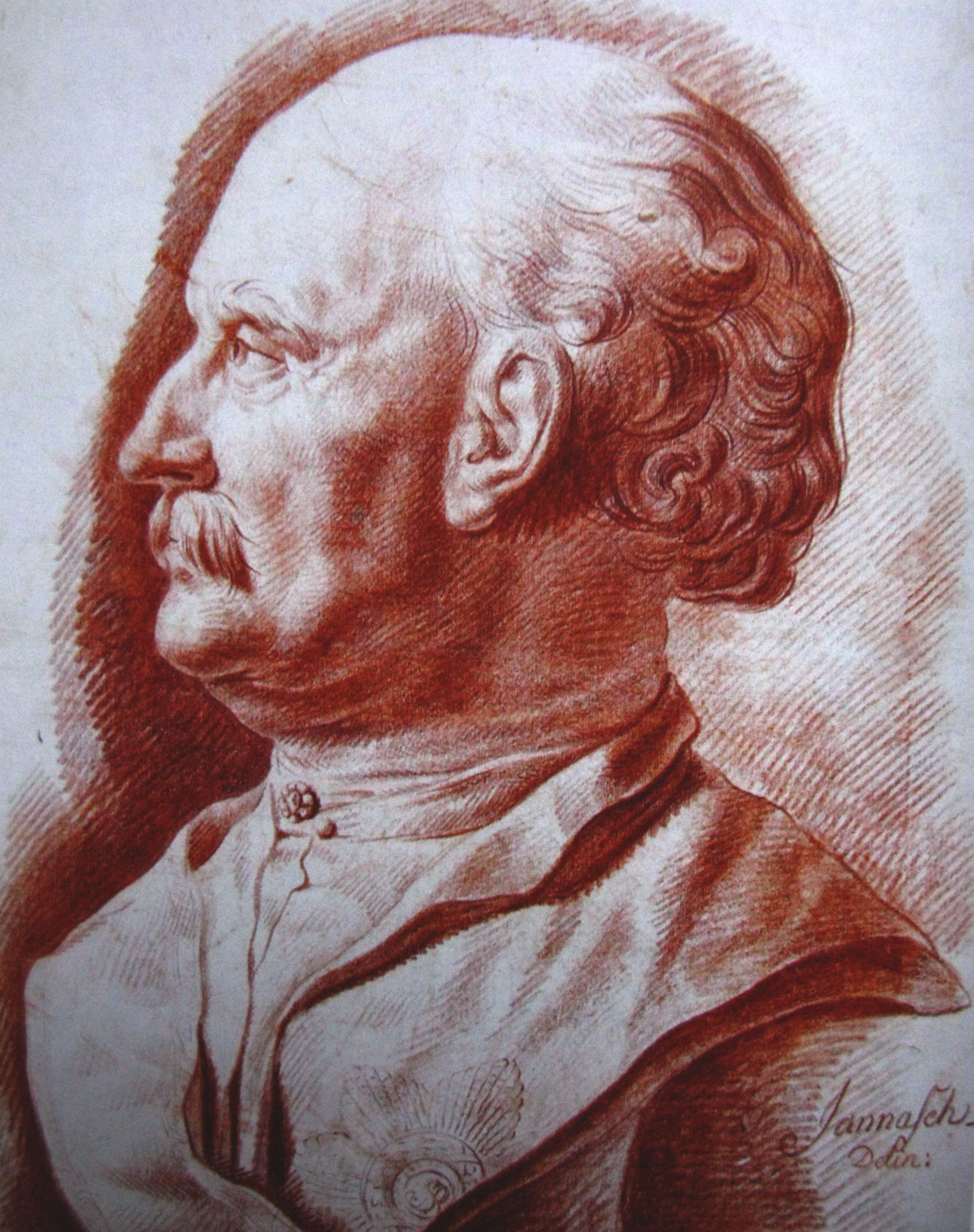
Gemalt von Jan Gottlieb Jannasch

Celestyn Czaplic (* 1723 in Polen-Litauen; † 1804 in Warschau, Königreich Preußen) war ein polnischer Politiker sowie Schriftsteller und Dichter der Aufklärung. Seine Familie gehörte zur Wappengemeinschaft Kierdeja.

## Leben
Czaplic entstammte der Adelsfamilie Czaplic tatarischer Herkunft. Er studierte bei den Pianisten in Welyki Meschyritschi und Jesuiten in Ostroh. Zu dieser Zeit war er Höfling am Hof von Antoni Lubomirski. 1743 erlangte er das Amt des Mundschenk von Kiew und war dreimal abgeordneter Richter am Krontribunal und achtfacher Abgeordneter am Sejm. Zu seinen Gönnern gehörte Michał Czartoryski, dem er ein Richteramt am Landgericht Łuków verdankte. Er nahm auf Seite der Czartoryski am Polnischen Bürgerkrieg im Jahr 1764 teil. Bei der Königswahl im gleichen Jahr unterstützte er Stanislaus II. August Poniatowski. Als Gegenleistung erhielt er 1765 das Amt des Kämmerers von Wolhynien. 1766 war er Sejm-Marschall des Czaplic-Sejm, der die Reformen der Czartoryski zunichtemachte. 1767 erhielt er vom König den Sankt-Stanislaus-Orden und trat der Konföderation von Radom bei. Später nahm er am Repnin-Sejm teil. 1768 war er einer der Unterzeichner des Vertrags über die ewige Freundschaft zwischen Russland und Polen-Litauen. Während der Konföderation von Bar, der Ersten Polnischen Teilung und des Teilungssejm zog er sich aus dem politischen Leben zurück. 1773 erhielt er jedoch das Amt des Meister der Jagd der Krone und 1775 den Orden des Weißen Adlers. 1778 wurde er in den Ständigen Rat, der damaligen Regierung Polen-Litauens, berufen, wo er im Justizministerium tätig war. Während des Vierjährigen Sejms wurde er Teil der Militärkommission der Beiden Völker. Er nahm regelmäßig an den Donnerstagmittagessen am Hof des Königs teil, wo er seine Lyrik vortrug. Nach der Auflösung Polen-Litauens nahm er seinen Wohnsitz bei seinem Freund Antoni Barnaba Jabłonowski im Jabłonowski-Palast in Warschau.